# Apimostinel
Apimostinel (GATE-202, ranije NRX-1074) je antidepresiv na kome se vrše istraživanja. On je novi i selektivni modulator NMDA receptora. Trenutno je u razvoju za akutni tretman ozbiljnog depresivnog poremećaja (MDD) od strane Gate Neurosciences, a ranije od strane Naurex i Allergan. Od februara 2015. godine, intravenska formulacija apimostinela je završila kliničko ispitivanje faze IIa za MDD.
Slično rapastinelu (GLYX-13), njegov mehanizam delovanja je preko jedinstvenog mesta vezivanja na NMDA receptoru, nezavisno od mesta glicina, čime moduliše aktivnost receptora i poboljšava sinaptičku NMDAR posredovanu plastičnost. Međutim, apimostinel je 1000 puta jači in vitro i namenjen je kao poboljšani lek za praćenje rapastinela. Slično rapastinelu, apimostinel je amidirani tetrapeptid, ali je strukturno modifikovan, dodavanjem benzil grupe, da bi se poboljšala njegova metabolička stabilnost i farmakokinetički profil. Lek je pokazao brze i moćne antidepresivne efekte u pretkliničkim modelima depresije. Pored toga, slično kao i rapastinel, dobro se podnosi i nema psihotomimetičke efekte nalik na šizofreniju antagonista NMDA receptora kao što je ketamin.

## Spoljašnje veze
- Apimostinel (NRX-1074) - AdisInsight